# Brøndbyernes Idrætsforening (femminile)
Il Brøndby IF è una squadra di calcio femminile danese, sezione dell'omonimo club con sede a Brøndby, nei pressi di Copenaghen. Milita nell'Elitedivisionen, la massima serie del campionato danese, della quale ha vinto undici edizioni.
Fondata nel 1980, con undici titoli nazionali e undici Coppe di Danimarca la squadra è tra le più vincenti del calcio femminile danese; inoltre, nella sua storia sportiva, ha ottenuto buoni risultati a livello europeo, arrivando a disputare le semifinali del torneo continentale nelle stagioni 2003-2004, 2006-2007 e 2014-2015.

## Storia
Le origini del Brøndby femminile risalgono al 1971 quando, su iniziativa del neoeletto presidente Kjeld Rasmussen, la società istituisce una squadra di calcio femminile. Negli anni successivi gioca a livello regionale fino alla 1. division, secondo livello del campionato nazionale, riuscendo al termine della stagione 1995 a conquistare l'accesso in Elitedivisionen a 24 anni dalla sua fondazione.
Le prime stagioni nel livello di vertice del campionato danese si rivelano difficili, con la squadra che stenta nel 1996 a raggiungere la salvezza ma che in quella stagione fornisce alla nazionale danese la sua prima calciatrice, Hanne Nørregaard. Nel 1997 viene inserita in rosa la prima ex nazionale, l'esperto portiere Helle Bjerregaard di provenienza Rødovre e che nella prima parte della carriera ha militato con le storiche avversarie del Fortuna Hjørring. Al termine del campionato la squadra ottiene un lusinghiero quinto posto, il migliore fino ad allora.

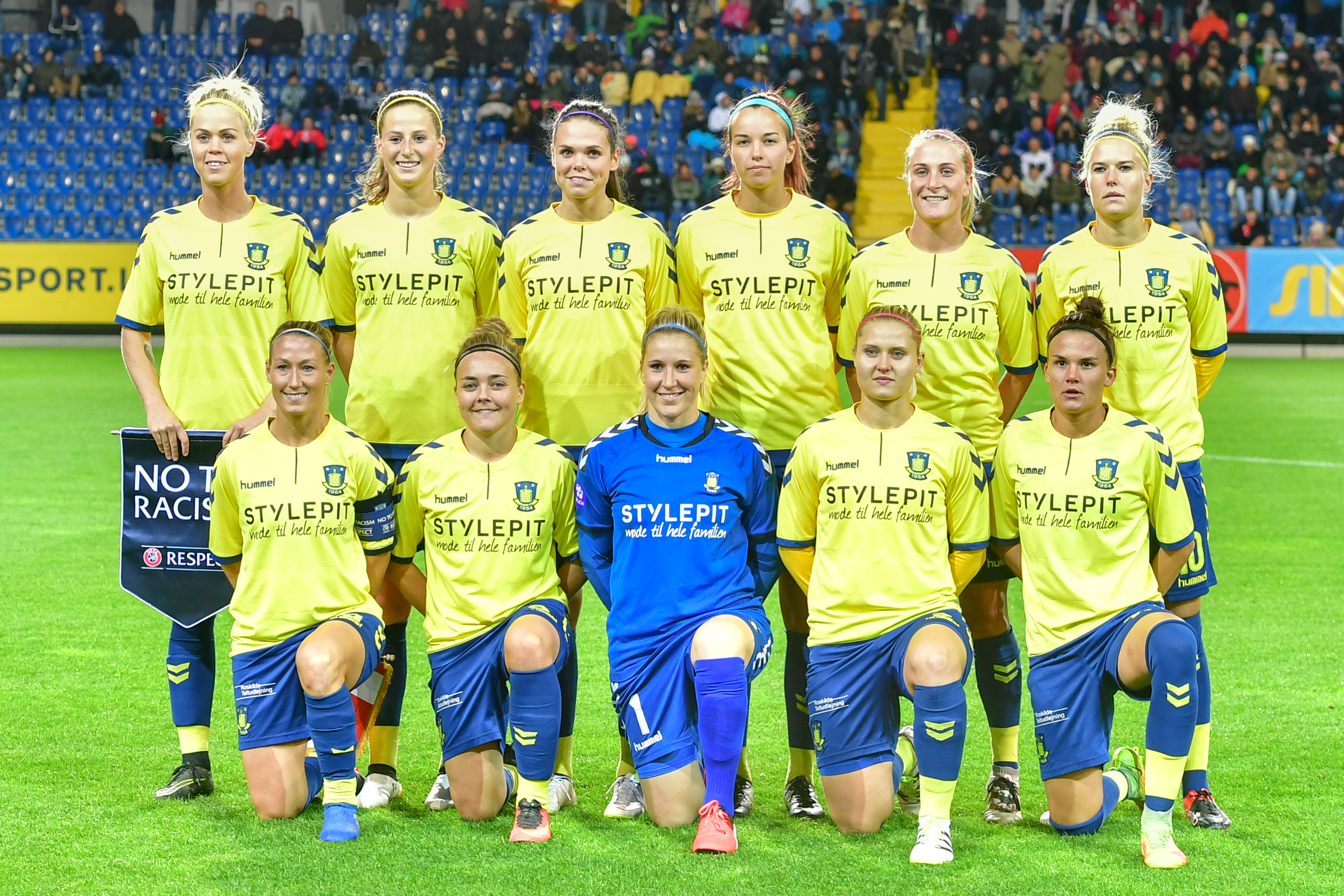
Foto di rito prima della partita con il St. Pölten-Spratzern del 5 ottobre 2016, valida per le qualificazioni alla UEFA Women's Champions League 2016-2017.

Le successive stagioni vedono il Brøndby faticare nell'ottenere la salvezza ottenendo il sesto e ultimo posto utile nel 1998, ma non riuscendo ad evitarla quello successivo, con il settimo posto, ritornando nella serie cadetta per il campionato 2000. Questo coincide con un piano triennale varato dalla dirigenza della società per ritrovare la competitività della squadra, operazione che si rivela un successo. Dopo aver ottenuto la promozione dalla 1. division al termine della stagione 2000, in quella successiva ottiene il sesto posto in Elitedivisionen e giunge per la prima volta a disputare la finale di Coppa di Danimarca, persa 3-2 a favore delle avversarie del Fortuna Hjørring, mentre nel 2003 riesce a disputare un campionato di vertice, classificandosi al secondo posto dietro il Fortuna Hjørring e giungendo nuovamente a disputare la finale di Coppa e perdendola nuovamente con la squadra di Hjørring con il risultato di 4-1.
Da quel momento la rivalità con il Fortuna Hjørring contraddistinguerà tutte le stagioni a venire: dal campionato 2003, il primo che vede il titolo di campione di Danimarca conquistato dal Brøndby, vede la squadra ottenere il titolo nazionale per sei volte consecutive fino al termine del campionato 2007-2008, ottenendo inoltre la Coppa 2004 e il suo primo double nella stagione 2003-2004, ripetuto al termine delle stagioni 2004-2005 e 2006-2007. I risultati garantiscono anche la partecipazione all'allora UEFA Women's Cup dalla stagione 2003-2004, riuscendo al suo primo torneo internazionale a raggiungere le semifinali venendo eliminato dalle Campionesse di Svezia dell'Umeå IK, partecipazione che vedrà la squadra qualificarsi ininterrottamente per tutte le edizioni successive.

## Palmarès

### Competizioni nazionali
- Campionato danese: 12

2002-2003, 2003-2004, 2004-2005, 2005-2006, 2006-2007, 2007-2008, 2010-2011 2011-2012, 2012-2013, 2014-2015, 2016-2017, 2018-2019
- Coppa di Danimarca: 11

2003-2004, 2004-2005, 2006-2007, 2009-2010, 2010-2011, 2011-2012, 2012-2013, 2013-2014, 2014-2015, 2016-2017, 2017-2018

### Competizioni giovanili
- Viareggio Women's Cup: 1

2022

### Altri piazzamenti
- UEFA Women's Champions League:

Semifinalista: 2003-2004, 2006-2007

## Statistiche

### Risultati nelle competizioni UEFA
| Stagione | Competizione     | Fase                         | Avversario            | Risultato | Risultato | Risultato        |
| Stagione | Competizione     | Fase                         | Avversario            | andata    | ritorno   | aggregato        |
| -------- | ---------------- | ---------------------------- | --------------------- | --------- | --------- | ---------------- |
| 2003-04  | UEFA Women's Cup | fase a gironi, secondo turno | Kilmarnock            | 2-0       | 2-0       | 2-0              |
| 2003-04  | UEFA Women's Cup | fase a gironi, secondo turno | KR Reykjavík          | 1-0       | 1-0       | 1-0              |
| 2003-04  | UEFA Women's Cup | fase a gironi, secondo turno | Mašinac Niš           | 4-0       | 4-0       | 4-0              |
| 2003-04  | UEFA Women's Cup | quarti di finale             | Gömrükçü Baku         | 9-0       | 3-0       | 12-0             |
| 2003-04  | UEFA Women's Cup | semifinali                   | Umeå IK               | 2-3       | 0-1       | 2-4              |
| 2004-05  | UEFA Women's Cup | fase a gironi, secondo turno | Energija Voronež      | 1–1       | 1–1       | 1–1              |
| 2004-05  | UEFA Women's Cup | fase a gironi, secondo turno | Alma-KTZh             | 2–0       | 2–0       | 2–0              |
| 2004-05  | UEFA Women's Cup | fase a gironi, secondo turno | Trondheims-Ørn        | 0-2       | 0-2       | 0-2              |
| 2005-06  | UEFA Women's Cup | fase a gironi, secondo turno | Lada Togliatti        | 2-0       | 2-0       | 2-0              |
| 2005-06  | UEFA Women's Cup | fase a gironi, secondo turno | AZS Breslavia         | 3-1       | 3-1       | 3-1              |
| 2005-06  | UEFA Women's Cup | fase a gironi, secondo turno | Arsenal               | 1-0       | 1-0       | 1-0              |
| 2005-06  | UEFA Women's Cup | quarti di finale             | Montpellier           | 0-3       | 1-3       | 1-6              |
| 2006-07  | UEFA Women's Cup | fase a gironi, secondo turno | 1. FC Femina          | 5-1       | 5-1       | 5-1              |
| 2006-07  | UEFA Women's Cup | fase a gironi, secondo turno | Rossijanka            | 2-1       | 2-1       | 2-1              |
| 2006-07  | UEFA Women's Cup | fase a gironi, secondo turno | Arsenal               | 0-1       | 0-1       | 0-1              |
| 2006-07  | UEFA Women's Cup | quarti di finale             | Turbine Potsdam       | 3-0       | 1-2       | 4-2              |
| 2006-07  | UEFA Women's Cup | semifinali                   | Arsenal               | 2-2       | 0-3       | 2-5              |
| 2007-08  | UEFA Women's Cup | fase a gironi, secondo turno | Olympique Lione       | 1-1       | 1-1       | 1-1              |
| 2007-08  | UEFA Women's Cup | fase a gironi, secondo turno | Sparta Praga          | 2-1       | 2-1       | 2-1              |
| 2007-08  | UEFA Women's Cup | fase a gironi, secondo turno | Kolbotn               | 1-0       | 1-0       | 1-0              |
| 2007-08  | UEFA Women's Cup | quarti di finale             | Bardolino Verona      | 1-0       | 0-1       | 1-1 (2-3 d.t.r.) |
| 2008-09  | UEFA Women's Cup | fase a gironi, secondo turno | Levante               | 1-0       | 1-0       | 1-0              |
| 2008-09  | UEFA Women's Cup | fase a gironi, secondo turno | Naftokhimik Kalush    | 5-1       | 5-1       | 5-1              |
| 2008-09  | UEFA Women's Cup | fase a gironi, secondo turno | 2001 Duisburg         | 1-4       | 1-4       | 1-4              |
| 2008-09  | UEFA Women's Cup | quarti di finale             | Zvezda 2005 Perm'     | 2-4       | 1-3       | 3-7              |
| 2009-10  | Champions League | gironi di qualificazione     | Cardiff City Ladies   | 5-0       | 5-0       | 5-0              |
| 2009-10  | Champions League | gironi di qualificazione     | Birkirkara            | 6–0       | 6–0       | 6–0              |
| 2009-10  | Champions League | gironi di qualificazione     | 1º de Dezembro        | 1–0       | 1–0       | 1–0              |
| 2009-10  | Champions League | sedicesimi di finale         | AZ Alkmaar            | 2-1       | 1-1       | 3-2              |
| 2009-10  | Champions League | ottavi di finale             | Turbine Potsdam       | 0-1       | 0-4       | 0-5              |
| 2010-11  | Champions League | gironi di qualificazione     | Roma Calfa            | 6–0       | 6–0       | 6–0              |
| 2010-11  | Champions League | gironi di qualificazione     | Gazi Üniversitesispor | 12–0      | 12–0      | 12–0             |
| 2010-11  | Champions League | gironi di qualificazione     | NSA Sofia             | 3-0       | 3-0       | 3-0              |
| 2010-11  | Champions League | sedicesimi di finale         | Unia Racibórz         | 2-1       | 0-1       | 2-2 (gfc)        |
| 2010-11  | Champions League | ottavi di finale             | Everton               | 1-4       | 1-1       | 2-5              |
| 2011-12  | Champions League | sedicesimi di finale         | Standard Liegi        | 2-0       | 3-4       | 5-4              |
| 2011-12  | Champions League | ottavi di finale             | Torres                | 2-1       | 3-1       | 5-2              |
| 2011-12  | Champions League | quarti di finale             | Olympique Lione       | 0-4       | 0-4       | 0-8              |
| 2012-13  | Champions League | sedicesimi di finale         | Stabæk                | 0-2       | 3-3       | 3-5              |
| 2013-14  | Champions League | sedicesimi di finale         | Barcellona            | 0-0       | 2-2       | 2-2 (gfc)        |
| 2014-15  | Champions League | sedicesimi di finale         | Apollon Limassol      | 0-1       | 3-1 (dts) | 3-2              |
| 2014-15  | Champions League | ottavi di finale             | Gintra Universitetas  | 5-0       | 0-2       | 5-2              |
| 2014-15  | Champions League | quarti di finale             | Linköping             | 1-0       | 1-1       | 2-1              |
| 2014-15  | Champions League | semifinale                   | 1. FFC Francoforte    | 0-7       | 0-6       | 0-13             |
| 2015-16  | Champions League | sedicesimi di finale         | Slavia Praga          | 1-4       | 1-0       | 2-4              |
| 2016-17  | Champions League | sedicesimi di finale         | St. Pölten            | 2-0       | 2-2       | 4-2              |
| 2016-17  | Champions League | ottavi di finale             | Manchester City       | 0-1       | 1-1       | 1-2              |
| 2017-18  | Champions League | sedicesimi di finale         | LSK Kvinner           | 0-0       | 1-3       | 1-3              |

## Organico

### Rosa 2024-2025
Rosa, ruoli e numeri di maglia come da sito ufficiale, aggiornati al 27 agosto 2024.
| N. |                      | Ruolo | Calciatrice                   |
| -- | -------------------- | ----- | ----------------------------- |
| 1  | Germania (bandiera)  | P     | Ann-Kathrin Dilfer            |
| 3  | Norvegia (bandiera)  | D     | Tanja Myrseth                 |
| 4  | Danimarca (bandiera) | D     | Julie Pauludan Madsen         |
| 5  | Danimarca (bandiera) | D     | Meryem Baskaya                |
| 6  | Danimarca (bandiera) | A     | Jennifer Einlykke             |
| 7  | Danimarca (bandiera) | C     | Freja Abildå                  |
| 8  | Islanda (bandiera)   | D     | Laura Munk Hermann            |
| 9  | Danimarca (bandiera) | A     | Nanna Christiansen (capitano) |
| 10 | Danimarca (bandiera) | A     | Dajan Hashemi                 |
| 11 | Danimarca (bandiera) | C     | Cecilie Buchberg              |
| 12 | Danimarca (bandiera) | C     | Kamilla Karlsen               |
| 13 | Danimarca (bandiera) | A     | Sofie Hornemann               |
| 14 | Islanda (bandiera)   | C     | Hafrún Rakel Halldórsdóttir   |

| N. |                       | Ruolo | Calciatrice           |
| -- | --------------------- | ----- | --------------------- |
| 15 | Danimarca (bandiera)  | A     | Agnete Nielsen        |
| 16 | Thailandia (bandiera) | P     | Tiffany Sornpao       |
| 17 | Danimarca (bandiera)  | C     | Julie Tavlo Petersson |
| 18 | Danimarca (bandiera)  | C     | Mathilde Hagihara     |
| 19 | Svezia (bandiera)     | D     | Johanna Alm           |
| 20 | Danimarca (bandiera)  | D     | Mie Leth Jans         |
| 22 | Danimarca (bandiera)  | A     | Frederikke Bruun      |
| 23 | Norvegia (bandiera)   | A     | Celine Emilie Nergård |
| 26 | Danimarca (bandiera)  | D     | Andrea Friis          |
| 28 | Svezia (bandiera)     | A     | Linnéa Borbye         |
| 29 | Danimarca (bandiera)  | C     | Camille Larsen        |
| 30 | Danimarca (bandiera)  | A     | Anisa Saini           |
|    | Danimarca (bandiera)  | P     | Isabellla Damm        |

### Rosa 2020-2021
Rosa, ruoli e numeri di maglia come da sito ufficiale, aggiornati al 17 luglio 2020.
| N. |                      | Ruolo | Calciatrice               |
| -- | -------------------- | ----- | ------------------------- |
| 1  | Danimarca (bandiera) | P     | Katrine Abel              |
| 2  | Danimarca (bandiera) | D     | Rebeka Winther            |
| 3  | Danimarca (bandiera) | C     | Pernille Larsen           |
| 5  | Danimarca (bandiera) | C     | Agnete Nielsen            |
| 6  | Danimarca (bandiera) | C     | Josefine Hasbo            |
| 7  | Danimarca (bandiera) | C     | Freja Abildå              |
| 8  | Danimarca (bandiera) | D     | Theresa Eslund (capitano) |
| 9  | Danimarca (bandiera) | C     | Nanna Christiansen        |
| 11 | Danimarca (bandiera) | C     | Malou Marcetto Rylov      |
| 12 | Danimarca (bandiera) | D     | Olivia Drost              |

| N. |                      | Ruolo | Calciatrice           |
| -- | -------------------- | ----- | --------------------- |
| 13 | Danimarca (bandiera) | A     | Kamilla Karlsen       |
| 14 | Danimarca (bandiera) | A     | Lærke Dreyer          |
| 15 | Danimarca (bandiera) | A     | Frederikke Lindhardt  |
| 18 | Danimarca (bandiera) | C     | Chirine Lamti         |
| 19 | Danimarca (bandiera) | D     | Maja Kildemoes        |
| 20 | Danimarca (bandiera) | P     | Naja Bahrenscheer     |
| 22 | Danimarca (bandiera) | C     | Mille Gejl            |
| 23 | Norvegia (bandiera)  | D     | Malin Sunde           |
| 24 | Danimarca (bandiera) | D     | Caroline Pleidrup     |
| 27 | Danimarca (bandiera) | D     | Sara Makoben-Blessing |

### Rosa 2019-2020
Rosa, ruoli e numeri di maglia come da sito ufficiale, aggiornati al 28 agosto 2019.
| N. |                      | Ruolo | Calciatrice           |
| -- | -------------------- | ----- | --------------------- |
| 1  | Danimarca (bandiera) | P     | Katrine Abel          |
| 4  | Svezia (bandiera)    | C     | Linnea Svensson       |
| 6  | Danimarca (bandiera) | C     | Josefine Hasbo        |
| 7  | Danimarca (bandiera) | C     | Freja Sørensen Abildå |
| 8  | Danimarca (bandiera) | C     | Emilie Henriksen      |
| 9  | Danimarca (bandiera) | C     | Nanna Christiansen    |
| 10 | Danimarca (bandiera) | C     | Louise Winter         |
| 12 | Danimarca (bandiera) | D     | Olivia Drost          |
| 13 | Danimarca (bandiera) | A     | Kamilla Karlsen       |
| 14 | Danimarca (bandiera) | A     | Lærke Dreyer          |

| N. |                      | Ruolo | Calciatrice           |
| -- | -------------------- | ----- | --------------------- |
| 15 | Danimarca (bandiera) | A     | Frederikke Lindhardt  |
| 16 | Danimarca (bandiera) | A     | Nicoline Sørensen     |
| 17 | Danimarca (bandiera) | C     | Julie Tavlo Petersson |
| 19 | Danimarca (bandiera) | A     | Cecilie Lindqvist     |
| 21 | Danimarca (bandiera) | A     | Maria Hovmark         |
| 22 | Danimarca (bandiera) | C     | Mille Gejl Jensen     |
| 23 | Danimarca (bandiera) | C     | Louise Ringsing       |
| 24 | Danimarca (bandiera) | D     | Caroline Pleidrup     |
| 26 | Danimarca (bandiera) | P     | Mira Pastoft          |